# Kosmos 2517
Kosmos 2517, ruski vojni geodetski satelit iz programa Kosmos. Vrste je Geo-IK-2 (Musson-2 br. 12 L). 
Lansiran je 4. lipnja 2016. godine u 14:00 UT s kozmodroma Pljesecka s mjesta 133/3. Lansiran je u nisku orbitu oko planeta Zemlje raketom nosačem Rokotom-Briz-KM. Orbita je 936 km u perigeju i 961 km u apogeju. Orbitne inklinacije je 99,28°. Spacetrackov kataloški broj je 41579. COSPARova oznaka je 2016-034-A. Zemlju obilazi u 104,02 minute. Mase je blizu 1400 kg.
Bio je opremljen razmjestivim solarnim panelima i baterijama koji su mu bili izvori napajanja. Trebao je ući u kružnu orbitu od 1000 km u perigeju i 1000 km u apogeju uz orbitni nagib 99,4°, ali je dosegao 936 x 961 km i 99,28°. Drugi od dvaju novih satelita planiranih za geodetska mjerenja Zemljina oblika, rotacije i gravitacijskog polja. Geo-IK 2 također je projektiran za sondirati tektonske ploče, plime i kretanja polova. Geodetska mjerenja su za vojne i civilne svrhe. Oblik i veličina Zemlje važni su ruskim obrambenim snagama za pomoć u praćenju satelita, globalnoj navigaciji i informaciji za izračun putanja projektila. Ima radarski altimetar, laserske retro reflektore te prijamnik za Glonass i GPS.
Razgonski blok Briz-KM No. 72527 (14S45) je ostao u niskoj orbiti oko Zemlje.

## Vanjske poveznice
- N2YO.com Search Satellite Database (engl.)
- Celes Trak SATCAT Format Documentation (engl.)
- Kunstman  Arhivirana inačica izvorne stranice od 12. kolovoza 2019. (Wayback Machine) Satellites in Orbit (engl.)